# Wahoo!
Wahoo! è un album di Duke Pearson, pubblicato dalla Blue Note Records nell'aprile del 1966. Il disco fu registrato il 24 novembre 1964 al Van Gelder Studio di Englewood Cliffs, New Jersey (Stati Uniti).

## Tracce
Brani composti da Duke Pearson, tranne dove indicato
Lato A
1. Amanda – 9:23
2. Bedouin – 9:28
3. Farewell Machelle – 2:46

Lato B
1. Wahoo – 7:17
2. ESP (Extransensory Perception) – 7:48
3. Fly Little Bird, Fly – 6:11 (Donald Byrd)

## Musicisti
- Duke Pearson - pianoforte
- Joe Henderson - sassofono tenore (tranne nel brano: Farewell Machelle)
- James Spaulding - sassofono alto, flauto (tranne nel brano: Farewell Machelle)
- Donald Byrd - tromba (tranne nel brano: Farewell Machelle)
- Bob Cranshaw - contrabbasso
- Mickey Roker - batteria[4]